# Aymeric Chauprade

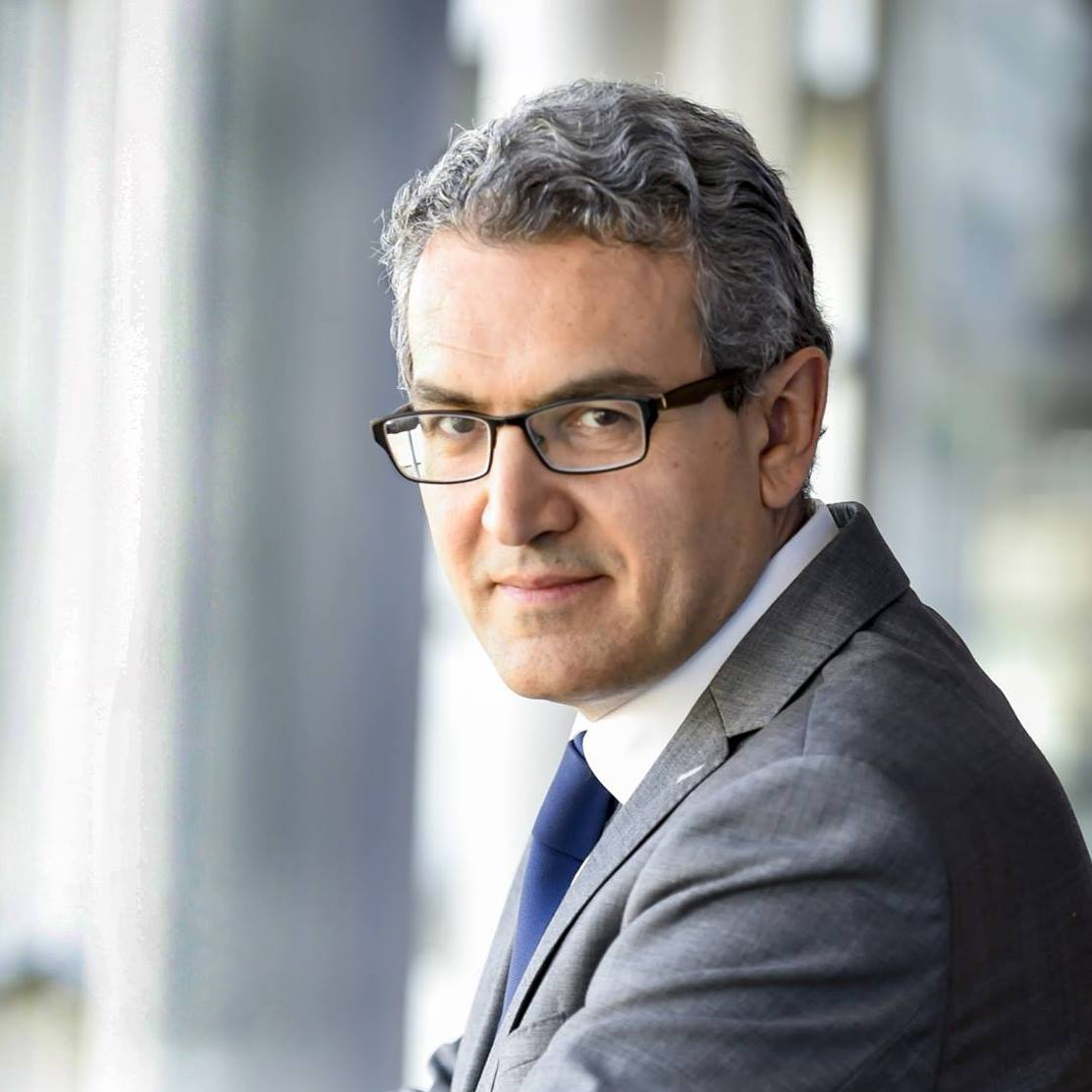
Aymeric Chauprade

Aymeric Chauprade (nació en La Ferté-Bernard, Francia, el 13 de enero de 1969) es un político francés. Durante el año 2010 se acerca del Frente Nacional (FN), y empieza aconsejando Marine Le Pen. Después adhiere al Frente nacional (FN) en 2013. Para las elecciones europeas del 2014 es cabeza de lista FN y es elegido diputado europeo en la circunscripción de París (incluyendo a los franceses del extranjero).
En 2015, declara que se retira del Frente Nacional.

## Biografía

### Formación académica
En 1991, Aymeric Chauprade obtiene una licencia de matemáticas en la Universidad París - Diderot. También se gradúa del Instituto de Ciencias Políticas de Paris y obtiene, en 1996 un máster de derecho internacional en la universidad Paris-Descartes. Obtiene, en 2001, un doctorado de ciencias políticas en la universidad París Descartes.

### Carrera profesional

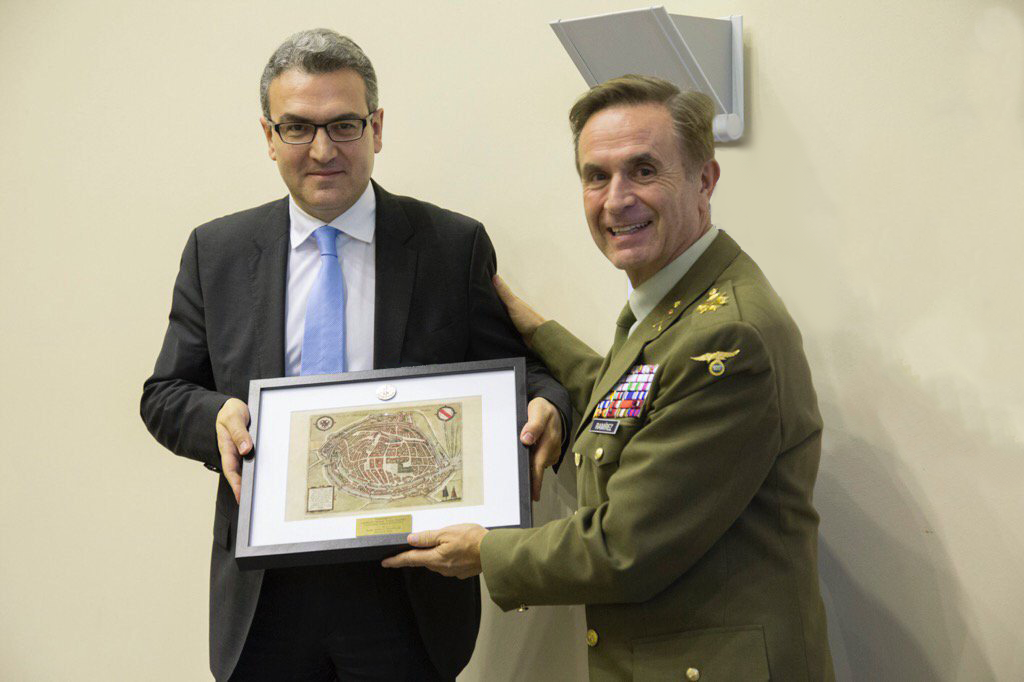
Aymeric Chauprade en 2016, con el general Ramírez, Comandante del Eurocuerpo.

En 1999, Aymeric Chauprade empieza a enseñar en el Collège Interarmées de Défense (escuela para militares franceses). Fue nombrado director de los cursos de geopolítica del 2002 al 2009.
En 2001, crea la Revue française de géopolitique. También colabora en la revista 'Real África' del africanista Bernard Lugan y en La Nouvelle Revue d'histoire hasta su desaparición en 2017.
En 2006, es miembro del equipo pedagógico del máster de geopolítica de la Universidad París 1.
El interviene periódicamente en el extranjero como profesor y conferenciante en muchas universidades y escuelas de guerra.
Del 2003 al 2009, es profesor en la Universidad de Neuchâtel en Suiza.
Del 2006 al 2009, es profesor de geopolítica en el Real Colegio de Educación Militar Superior de Marruecos y en la Escuela Superior de Guerra de Túnez (del 2006 al 2008).
En febrero del 2013, Aymeric Chauprade coorganiza con Jacques Frémeaux y Philippe Evanno, un coloquio en la Universidad de París-Sorbona titulado "Amenazas en el norte de África y el Sahel y la seguridad global de Europa".
En noviembre del 2016, Aymeric Chauprade participa en la 11.ª sesión de encuentros europeos en Estrasburgo. Participó en los debates sobre temas de seguridad y defensa europea dados por el Eurocuerpo.
Aymeric Chauprade también trabaja como analista-consultor para muchas organizaciones nacionales y también para actores del sector privado.
De 2009 a 2012, fue asesor del expresidente dominicano Leonel Fernández.
Mantiene fuertes relaciones con Marruecos, donde enseña, y viaja regularmente al Oriente Próximo, Europa Central, Asia Central, Rusia y China.

### Geopolítica
Aymeric Chauprade forma parte de la corriente realista y preconiza ante todo una vuelta a la realpolitik. Su posicionamiento se quiere de una nueva escuela francesa de geopolítica. El pensamiento de Aymeric Chauprade se inscribe en la continuidad de los trabajos de François Thual. La introducción de la obra Geopolítica, constantes y cambios en la historia (2008), expone los principios directivos de esta nueva escuela de geopolítica.
Además de sus libros, Aymeric Chauprade expone los principios de esta "nueva escuela" mediante sus publicaciones en la Revista francesa de geopolítica y de la Academia internacional de geopolítica.
En el Diccionario de geopolítica y de geoeconómica, el trabajo en geopolítica de Aymeric Chauprade es presentado por Jean-Marc Huissoud, como el "restaurador de la geopolítica francesa".
Sin embargo en 2015, Pierre-Emmanuel Barral en Los grandes teóricos de las relaciones internacionales, 100 autores mayores, considera que " la geopolítica de Aymeric Chauprade es matizada y compleja y se articula alrededor de tres puntos: etnia, nación, civilización. Estos tres elementos desarrollan entre ellos relaciones dialécticas". Todo esto le permite a Aymeric Chauprade de integrarse en la "corriente realista de las relaciones internacionales que considera primero el enfrentamiento de las potencias y el interés nacional".

### Política

#### Inicios
En el 1999, firma la petición "Los europeos quieren la paz", iniciada por el colectivo "No a la guerra" para oponerse a la guerra en Serbia.
Aymeric Chauprade adhiere al Frente Nacional en el otoño del 2013. En noviembre del 2013, el semanal Le Point revela que Aymeric Chauprade encabezará la lista en las elecciones europeas del 2014 y se oficializa su posición de asesor de Marine Le Pen en asuntos internacionales. Estas funciones fueron formalizadas por Marine Le Pen el 22 de enero de 2014. Pero el 19 de enero de 2015, Aymeric Chauprade anuncia durante una entrevista dada a France Inter, que ya no será asesor en asuntos internacionales para Marine Le Pen.
El 25 de mayo de 2014, la lista del Frente Nacional que representa la circunscripción de París y los franceses establecidos fuera de Francia dirigido por Aymeric Chauprade, quedó segunda con el 17% de los votos. Aymeric Chauprade es elegido diputado al Parlamento Europeo.
En la primera sesión del Parlamento, Aymeric Chauprade es designado jefe de la delegación del FN en el Parlamento Europeo. También está a cargo de las negociaciones para formar un grupo político en el Parlamento Europeo. Es destituido de sus funciones de jefe de la delegación en enero del 2015, después de varias declaraciones desaprobadas por Marine Le Pen.
El 11 de agosto de 2014, Aymeric Chauprade publicó una declaración oficial en la que se pronuncia, en nombre del Frente Nacional, para el bombardeo de los yihadistas del Estado Islámico, tanto en Irak que en Siria, en coordinación con los líderes de estos países, incluyendo Assad en Siria.
Paralelamente, desarrolla su visión geopolítica para Francia en un texto más extenso publicado en su blog, titulado: "Francia frente a la cuestión islámica: las opciones realistas para un futuro francés".

#### Salida del Frente Nacional
El 9 de noviembre de 2015, anunció su salida del FN, evocando tanto "una razón moral como una razón sustantiva, ideológica". Al igual que otros miembros del FN, se lamenta en particular de la influencia de Florian Philippot en Marine Le Pen y en la línea política del partido. También indica que "la influencia de Alain Soral (autor antisemita) sobre una parte del Frente Nacional fue una de las principales razones que lo llevaron a abandonar este movimiento". Llama a la recomposición de una "derecha nacional y de civilización".
En el Parlamento Europeo, dejó el grupo Europa de las Naciones y de las Libertades (ENL), que había ingresado tras su fundación, en junio del 2015, para volver a sentarse en los asientos de los no registrados.
En abril de 2016, Aymeric Chauprade dice que está "cada vez más cerca" de Los Republicanos (LR) y "desea desempeñar un papel en un posible gobierno de derecha", sin tomar posición en las primarias presidenciales del partido.
Durante las primarias de Les Républicains del 2016, voto por Nicolas Sarkozy en la primera vuelta, y luego por François Fillon en la segunda vuelta.
En las elecciones presidenciales del 2017, apoya a François Fillon en la primera vuelta y luego anuncia que personalmente votará a favor de Emmanuel Macron en la segunda vuelta.
El 16 de marzo de 2017, en un documental emitido por France 2, habla por primera vez de los "hombres de la sombra" que rodean a Marine le Pen. Según él, "Marine Le Pen no es libre, está bajo el control de esas personas. Si ella llega al poder, estas personas tendrán el poder. No hay ninguna razón para que ese grupo desaparezca. Este es el grupo que habrá llevado Marine Le Pen al poder. Esta es la economía del Frente Nacional. Estos son los secretos de Marine Le Pen".
El 17 de abril de 2018, el presidente de la República Francesa Emmanuel Macron hizo un debate en el Parlamento Europeo. Hizo una intervención en la que aplaude las reformas del Presidente Macron, defendió durante su intervención la idea de una civilización europea. Incorpora al Grupo Europa de la Libertad y la Democracia Directa (EFDD), a donde es Vicepresidente. Es un grupo de sensibilidad soberanista que incluye al Movimiento 5 Estrellas italiano y al UKIP inglés.

### Caso Air Cocaine
El 20 de marzo de 2013 fueron arrestados en el aeropuerto de Punta Cana en República Dominicana, dos pasajeros de un vuelo privado a destino de Saint-Tropez, con a bordo varias maletas llenas de cocaína. Era un vuelo registrado como vuelo comercial, y las maletas pasaron los chequeos del aeropuerto. Según el Código de aviación civil internacional, la tripulación del avión no es responsable del contenido de las maletas. Pero a pesar de eso, los dos pilotos del Falcon, Pascal Fauret y Bruno Odos fueron arrestados.
Durante el otoño del 2014, Aymeric Chauprade, diputado francés en el Parlamento Europeo se une al Comité de apoyo a los dos pilotos tras que Christophe Naudin (Experto en seguridad aeroportuaria y criminología) se lo haya pedido.
En agosto del 2015, al final del juicio, los 30 dominicanos acusados son declarados inocentes. Pero los 4 franceses son sentenciados a 20 años de prisión. Tras esa condena, los dos pilotos apelan la decisión judicial y quedan en libertad vigilada y en octubre del 2015 son exfiltrados.
Tras el éxito de la exfiltración de los dos pilotos, las autoridades dominicanas acusan, sin ninguna evidencia, a Aymeric Chauprade y otros protagonistas.
Tres órdenes de arresto fueron emitidas por la República Dominica, en contra de Christophe Naudin, Aymeric Chauprade y Pierre Malinowski. Con ningún real motivo jurídico para incriminarlos, República Dominicana inventa uno: "Tráfico Ilícito de Migrantes y Trata de Personas".
En junio de 2018, Aymeric Chauprade recibió de Interpol la confirmación de que no se había abierto ninguna investigación contra él tras la exfiltración de dos pilotos franceses de la República Dominicana.